# Ungarisch-Rumänischer Krieg
Der Ungarisch-Rumänische Krieg war ein militärisches Nachspiel des Ersten Weltkrieges in Ostmitteleuropa – ähnlich dem Polnisch-Ukrainischen Krieg und dem Polnisch-Sowjetischen Krieg. Dabei standen sich die Räterepublik Ungarn und das Königreich Rumänien gegenüber. Beide beanspruchten nach dem Zusammenbruch der Habsburgermonarchie die von ihren Volksgruppen bewohnten Regionen.
Nachdem der Erste Weltkrieg in Westeuropa im November 1918 geendet hatte, besetzte die Armee Rumäniens zu Ungarn gehörende, aber mehrheitlich rumänisch besiedelte Gebiete. Seit April 1919 versuchte eine in Ungarn errichtete Räterepublik den territorialen Bestand des Landes militärisch zu bewahren. In den Krieg waren auch das revolutionäre Russland und die Tschechoslowakei involviert, die im Rahmen des parallel verlaufenden Ungarisch-tschechoslowakischen Kriegs unter anderem die Besetzung der sogenannten Ostslowakischen Republik sowie die Beseitigung der Slowakischen Räterepublik verfolgte.
Die Kampfhandlungen endeten im August 1919 mit dem Einmarsch der Rumänen unter dem Befehl des ehemaligen k. u. k. Feldmarschallleutnants Johann Boeriu von Polichna (Ioan Boeriu) in die ungarische Hauptstadt Budapest und der Auflösung der Räterepublik. Im Juni 1920 wurde im Vertrag von Trianon die Zugehörigkeit der mehrheitlich rumänisch bewohnten Regionen zu Rumänien völkerrechtlich bestätigt.

## Vorgeschichte

### Ungarn

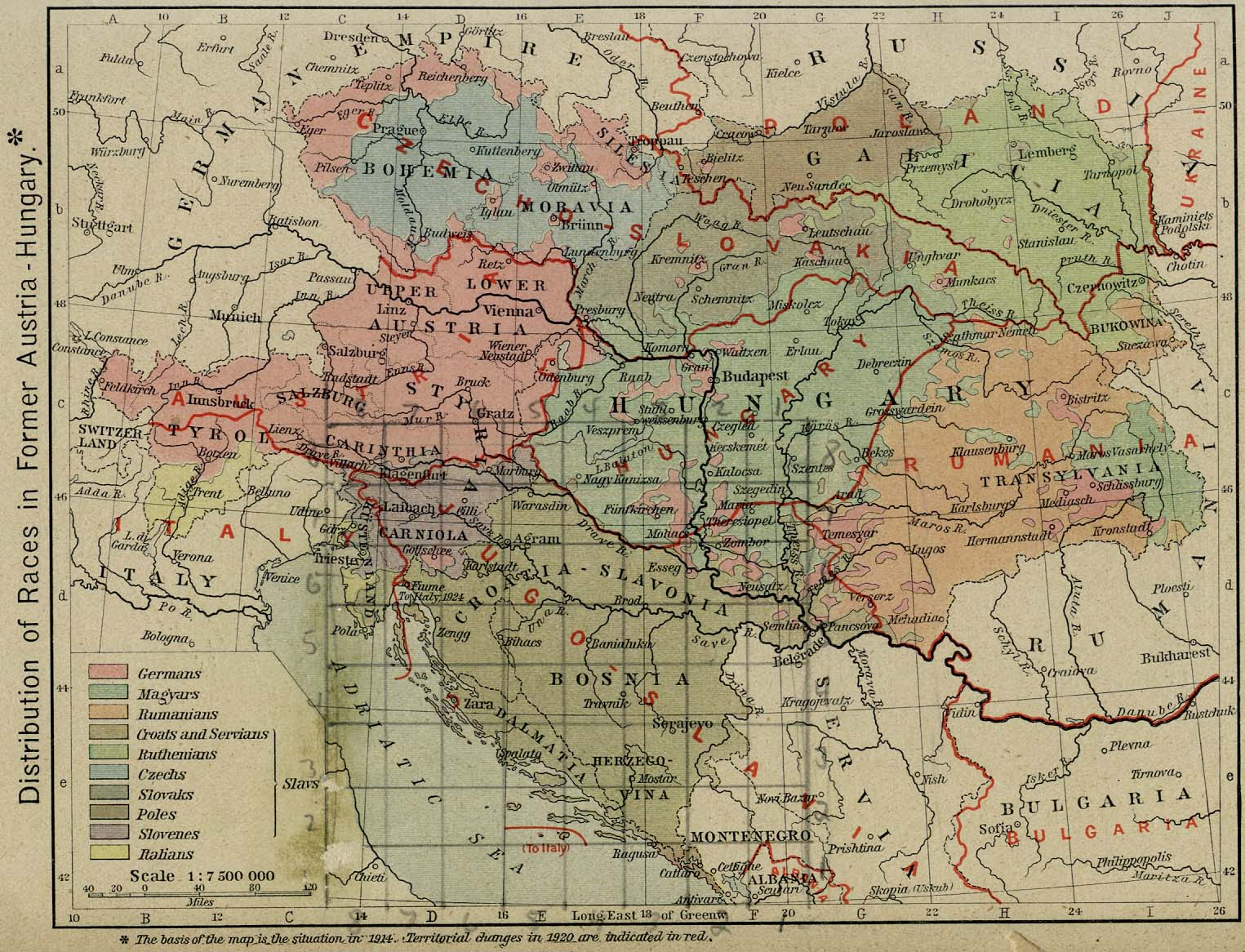
Sprachenkarte Österreich-Ungarns und die Nachkriegsgrenzen

Seit dem Ausgleich von 1867 war Österreich-Ungarn eine Doppelmonarchie, in deren südöstlichem Teil sich Ungarn innere Autonomie sicherte. Der österreichische Kaiser stand dabei als ungarischer König an der Spitze des Teilstaates. Der ungarische Reichsteil umschloss neben dem magyarischen Kernland mehrere mehrheitlich von Minderheiten besiedelte Gebiete: die Slowakei, Kroatien, das Banat und Siebenbürgen. Die Ungarn stellten insgesamt nur knapp die Hälfte der Bevölkerung in ihrem Reichsteil.
Österreich-Ungarn kämpfte im Ersten Weltkrieg gegen das Russische Reich, Italien, Serbien und Rumänien. Militärisch war es vom verbündeten Deutschen Reich abhängig. Mit der Niederlage der Mittelmächte 1918 zerbrach die Doppelmonarchie. In der Asternrevolution wurde Ungarn im Oktober 1918 völlig unabhängig. Der neuen Republik stand eine liberale Regierung unter Mihály Károlyi vor.

### Rumänien
Zwischen 1859 und 1881 bildete sich der als Altreich bezeichnete rumänische Nationalstaat. Dieser setzte sich nur aus den vormaligen Fürstentümern Moldau und Walachei zusammen, während die dritte von Rumänen bewohnte Großregion, Siebenbürgen, zur Habsburgermonarchie Österreich-Ungarn gehörte. Bei Ausbruch des Ersten Weltkriegs 1914 blieb Rumänien zunächst neutral. Im August 1916 schloss es jedoch mit der Entente den Vertrag von Bukarest. In diesem wurden Rumänien im Gegenzug für seinen Eintritt in den Krieg alle mehrheitlich von Rumänen besiedelten Territorien auf dem Gebiet Österreich-Ungarns versprochen.
Der Erste Weltkrieg verlief für Rumänien militärisch nicht erfolgreich. Zwar wurden nach Kriegsbeginn Teile Südsiebenbürgens erobert, doch führte ein Zangenangriff der Mittelmächte zum Verlust dieser Gebiete sowie der Walachei und der Dobrudscha. Rumänien beschränkte sich im Januar 1917 auf die Moldau, welche mit Hilfe des verbündeten Russland gehalten wurde. Im Zuge der Oktoberrevolution schied Russland aus dem Krieg aus, was endgültig im Friedensvertrag von Brest-Litowsk im März 1918 besiegelt wurde. Auf sich allein gestellt hatte Rumänien bereits im Dezember 1917 mit den Mittelmächten den Waffenstillstand von Focșani geschlossen. Den Russischen Bürgerkrieg nutzte es im April 1918 zum Anschluss des mehrheitlich rumänisch besiedelten Bessarabiens. Im Mai 1918 unterzeichnete Rumänien auf Druck der Mittelmächte den Frieden von Bukarest, welcher territoriale Verluste beinhaltete, durch den Sieg der Entente in Westeuropa im November 1918 aber nicht zum Tragen kam.

## Kriegsverlauf

Politische Veränderungen und Feldzüge im Ungarisch-Rumänischen Krieg.

### Vereinigung Siebenbürgens mit Rumänien
Die rumänische Armee war gemäß dem Vertrag von Bukarest vom Mai 1918 teilweise demobilisiert worden. Durch die Niederlage der Mittelmächte bot sich ein halbes Jahr später die Gelegenheit zum Gewinn der rumänisch besiedelten Gebiete in Österreich-Ungarn. Einen Tag vor Ende des Ersten Weltkriegs in Westeuropa erklärte Rumänien am 10. November 1918 seinen Wiedereintritt in den Krieg. Das orientalische Oberkommando der Entente unter dem französischen General Franchet d’Esperey legte eine vorläufige Demarkationslinie in den bisherigen ungarischen Ostgebieten fest: Rumänien sollte demnach Siebenbürgen bis zum Fluss Mieresch besetzen, Serbien das Banat; während Nordsiebenbürgen, das Kreischgebiet (Crișana) und die Maramuresch bis auf Weiteres bei Ungarn bleiben sollten.
Vom 12. November an stießen rumänische Truppen nach Südsiebenbürgen vor, verblieben aber zunächst im von der Entente vorgeschriebenen Gebiet. Weniger schwierig war die Situation im vormals österreichischen Kronland Bukowina, welches zwischen dem 8. und 11. November von rumänischen Einheiten besetzt wurde und wo am 28. November der „Generalkongress der Bukowina“ (rumänischer Nationalrat, Vertreter des deutschen und polnischen Nationalrats sowie einige ukrainische Landwirte) für die Vereinigung mit Rumänien stimmte. Am 1. Dezember 1918 beschloss die Nationalversammlung in Alba Iulia, auch Siebenbürgen, das Banat, das Kreischgebiet und die Maramuresch mit dem Königreich Rumänien zu vereinigen. Dieses führte zu einer mit der Entente verabredeten Ausweitung des rumänischen Territoriums auf das gesamte Siebenbürgen. Bis zum 22. Januar 1919 besetzte die rumänische Armee das Gebiet bis zu den Westrumänischen Karpaten.

### Proklamation der Räterepublik Ungarn

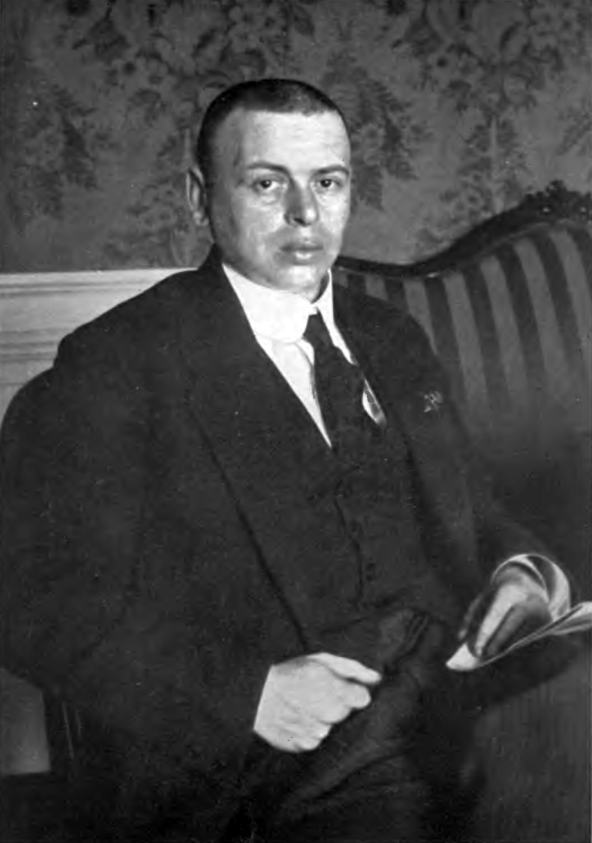
Béla Kun war Führer der ungarischen Räterepublik.

Die verbliebenen ungarischen Truppen mussten sich auf politischen Druck der Entente in das Kreischgebiet zurückziehen, während das Banat weiterhin von Serbien kontrolliert wurde. Die neu geschaffene Tschechoslowakei besetzte die Slowakei. Die Entente war uneinig über die Frage, wie die zukünftigen Grenzen in Südosteuropa aussehen sollten. Großbritannien wünschte ein Mächtegleichgewicht, Frankreich hingegen eine deutliche Stärkung der eigenen Verbündeten gegenüber den Gegnern des Ersten Weltkriegs. Ungarn sollte daher territoriale Verluste gegenüber Rumänien, Serbien und der Tschechoslowakei hinnehmen.
Am 20. März 1919 teilte die Entente der ungarischen Regierung mit, dass auch die Gebiete einschließlich der Linie Satu Mare–Oradea–Arad Rumänien zugebilligt werden sollen. Die liberale Regierung Ungarns unter Károlyi hatte durch die bisherigen territorialen Verluste innenpolitisch an Popularität eingebüßt und trat am 21. März zurück. Die Macht fiel nun an die ungarischen Kommunisten unter ihrem Führer Béla Kun. Dieser proklamierte die Räterepublik Ungarn mit dem Versprechen, die alten nationalen Grenzen wiederherzustellen.

### Kampf um Siebenbürgen und das Kreischgebiet
Verhandlungen zwischen Kun und der Entente über die zukünftigen Grenzen Ungarns scheiterten. Die Kommunisten verstärkten daraufhin die Armee und setzten auf eine militärische Lösung, so aber auch die rumänische Regierung, die durch einen Sieg politische Fakten schaffen wollte. Auch sie rekrutierte neue Truppen, speziell in den neu angeschlossenen Territorien. Ungarns Hoffnungen richteten sich nicht nur auf die eigenen Anstrengungen, sondern auch auf ein Eingreifen des bolschewistischen Russlands. Dieses war durch den Bürgerkrieg im eigenen Land eingeschränkt, hatte aber Truppen an der rumänischen Grenze aufmarschieren lassen, um Bessarabien wiederzugewinnen. Rumänien musste sich daher auf einen Zweifrontenkrieg einstellen und Teile seiner Armee in Bessarabien stationieren.
Hatte es im bisherigen Kriegsverlauf nur kleinere Gefechte gegeben, begannen jetzt die eigentlichen Kampfhandlungen zwischen Ungarn und Rumänien. Vom 15./16. April 1919 an trafen beide Armeen in den Bergpässen des westlichen Siebenbürgens aufeinander. Die Rumänen brachen am 19. April durch die ungarischen Linien, woraufhin sie in den folgenden Tagen die Crișana unter ihre Kontrolle brachten. Sie machten jedoch nicht an der von der Entente festgelegten Demarkationslinie halt, sondern drangen weiter nach Westen auf mehrheitlich von Ungarn besiedeltes Gebiet vor. Das ungarische Heer errichtete auf der Linie Nyíregyháza–Debrecen–Békéscsaba eine neue Verteidigung, welche aber ebenfalls durchbrochen wurde. Bis zum 1. Mai 1919 eroberten die Rumänen alle ungarischen Territorien östlich des Flusses Theiß.

### Ausweitung des Krieges auf die Slowakei und Bessarabien
Serbien hatte sich während der Kämpfe zwischen Rumänien und Ungarn zurückgehalten. Die Tschechoslowakei hingegen hatte die günstige militärische Situation ausgenutzt, Teile der Karpatenukraine erobert und war ins nördliche (heutige) Ungarn einmarschiert.
Dennoch verbesserte sich die strategische Situation Ungarns seit Anfang Mai 1919, da Russland in den Krieg eingriff. Rumäniens Annexion Bessarabiens war vom bolschewistischen Russland nicht anerkannt worden. Allerdings konnte es aufgrund des Bürgerkrieges im eigenen Land nur geringe Kampfverbände für die Rückeroberung seiner Gebiete bereitstellen. Eine erste bedeutende militärische Aktion war die kurzzeitige Eroberung der Stadt Hotin Ende Januar 1919 gewesen, wobei sich die Russen auf rumänischen Druck hin wieder hinter den Fluss Dnister zurückgezogen hatten. Nach dem rumänischen Vormarsch an die Theiß intensivierte Russland seine Angriffe in Bessarabien. Ein Angriff auf Tighina wurde jedoch von den Rumänen zurückgeschlagen. Diese erhielten dabei Unterstützung von den Überresten einer französisch-griechischen Armee, die zur Bekämpfung der Kommunisten in Odessa gelandet war, sich aber nach Bessarabien hatte zurückziehen müssen.
Ungarn und Rumänien schlossen einen Waffenstillstand. Die Kommunisten benötigten Zeit, um ihr Heer zu reorganisieren, während die Rumänen Truppen von der Theiß an den Dnister verlegten, um Russland zurückschlagen zu können. Auch wenn die russischen Operationen keinen unmittelbaren Erfolg brachten, waren sie für den Ungarisch-Rumänischen Krieg von Bedeutung, da rumänische Truppen an der Ostfront gebunden blieben.

### Internationale Verhandlungen
Der Waffenstillstand mit Rumänien eröffnete den ungarischen Kommunisten neue Handlungsspielräume. An ihrer Nordfront hatten die Tschechoslowaken mit der Slowakei eine Region besetzt, die in einigen Gebieten eine ungarische Bevölkerungsmehrheit aufwies. Unter Führung ihres Generalstabschefs Aurél Stromfeld brachten die Ungarn ab dem 20. Mai 1919 die südliche Slowakei wieder unter ihre Kontrolle (und errichteten dort später die Slowakische Räterepublik); ein rumänischer Entlastungsangriff scheiterte. Damit hatte die Räterepublik die militärische Verbindung zwischen Rumänien und der Tschechoslowakei unterbrochen sowie innenpolitisches Prestige als Verteidiger der staatlichen Integrität gewonnen.
Mitte Juni vermittelte die Entente einen Waffenstillstand zwischen den Kriegsparteien. Das Abkommen sah vor, dass sich die rumänische Armee hinter die Linie Satu Mare–Oradea–Arad zurückziehen würde, sobald die Ungarn das tschechoslowakische Territorium verlassen hätten. Die Kommunisten gingen auf diesen Plan ein, da sie einen koordinierten Angriff ihrer Gegner befürchteten und zudem auf ein Entgegenkommen bei der zukünftigen Grenzziehung hofften. Die rumänische Regierung erklärte aber, ihren Teil des Abkommens nur nach einer Demobilisierung der ungarischen Armee erfüllen zu wollen. Ungarn brach daraufhin die Verhandlungen ab.
Bisher war Frankreich als einziges Mitglied der Entente ein erklärter Gegner der ungarischen Räterepublik gewesen. Großbritannien und die Vereinigten Staaten hingegen befürworteten eine einvernehmliche Lösung in Ostmitteleuropa, um die Hände für einen eventuellen neuen Krieg gegen Deutschland frei zu haben. Das Interesse der beiden Großmächte hierfür sank aber nach der Unterzeichnung des Versailler Vertrages am 28. Juni 1919 durch Deutschland, so dass von nun an Frankreich die Politik in Ostmitteleuropa bestimmte und ein militärisches Vorgehen Rumäniens gegen die ungarische Räterepublik unterstützte.

### Kampf an der Theiß
Angesichts der ablehnenden diplomatischen Haltung seiner Nachbarmächte kehrte Ungarn zu einer militärischen Politik zurück. Am 17. Juli 1919 attackierten ungarische Truppen an mehreren Stellen die 250 Kilometer lange Theißfront. Waren bei den Gefechten in Bessarabien jeweils nur einige hundert Kämpfer eingesetzt worden, standen sich hier deutlich größere Armeen gegenüber. Beide Seiten verfügten etwa über 50.000 Infanteristen; allerdings konnten die Rumänen auf deutlich mehr Kavallerie (12.000) als die Ungarn (unter 1.500) zurückgreifen. Zwar besaßen diese auch weniger Artillerie (69 gegenüber 80), doch waren die ungarischen Geschütze größer.
Nach mehrtägigem Bombardement überquerten die Ungarn am 20. Juli den Fluss an drei Stellen. Sie eroberten einige Ortschaften, konnten aber die rumänische Verteidigungslinie nicht durchbrechen. Der Gegenangriff der Rumänen zwang bis zum 26. Juli alle ungarischen Verbände zum Rückzug über die Theiß.

### Eroberung von Budapest

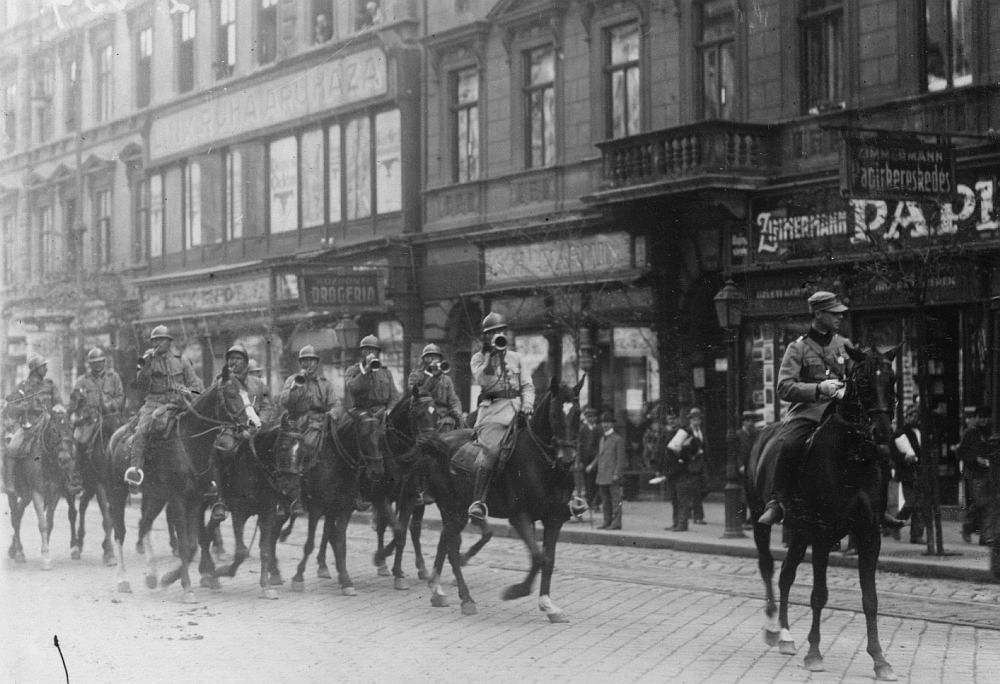
Einmarsch der rumänischen Kavallerie in Budapest, August 1919.

Die Rumänen verlegten nach ihrem Sieg an der Theiß Truppen aus Bessarabien nach Westen. Nach mehrtägigen Gefechten überquerten sie am 30. Juli 1919 den Fluss und setzten sich am westlichen Ufer fest. Die Ungarn bezogen daraufhin vor ihrer Hauptstadt Budapest Stellung. Am 1. August 1919 kapitulierte die südliche Heeresgruppe Ungarns nach Kämpfen bei Szolnok. Béla Kun setzte sich daraufhin über Österreich nach Russland ab. Bis zum 3. August wurden auch die nördlichen Truppen von den Rumänen eingekreist und mussten kapitulieren. Die rumänische Armee marschierte anschließend in Budapest ein, kurz danach auch noch in Győr, wo sie ihren Vormarsch beendete.
Der Fall der ungarischen Hauptstadt bedeutete einerseits das Ende der Räterepublik und andererseits den militärischen Sieg der rumänischen Truppen. Diese brachten in der Folgezeit bis auf den Südwesten des Landes (Szeged) ganz Ungarn unter ihre Kontrolle. Dort herrschten mit Einverständnis Rumäniens ungarische Truppen unter dem konservativen Admiral Miklós Horthy. Die rumänische Armee verließ Budapest erst wieder im November 1919 und die übrigen Gebiete Rest-Ungarns erst zwischen dem 14. Februar und 28. März 1920, wobei sie Kriegskontributionen einzog.

## Folgen

### Ungarn
Nach dem Ende der Räterepublik versuchte Erzherzog Joseph August von Österreich eine neue Regierung in Ungarn zu bilden. Er konnte sich jedoch nicht etablieren, da die Entente keinen Habsburger an der Spitze Ungarns wünschte. Am 16. November 1919 zog Admiral Horthy mit seinen Truppen in Budapest ein und wurde am 1. März 1920 faktisches Staatsoberhaupt von Ungarn. Innenpolitisch führte dies zu einer Verfolgung von ungarischen Kommunisten sowie Juden, die für die Räterepublik verantwortlich gemacht wurden.
Außenpolitisch verlor Ungarn durch seine Niederlage jeden Bewegungsspielraum und akzeptierte am 4. Juni 1920 im Vertrag von Trianon Bedingungen, die von der Entente diktiert worden waren. Es verlor im Norden die Slowakei und die Karpatenukraine an die Tschechoslowakei, im Osten Siebenbürgen, das Kreischgebiet, Maramuresch und das östliche Banat an Rumänien, im Süden Kroatien und das westliche Banat an den neuen SHS-Staat (Jugoslawien). Damit musste Ungarn der Abtretung von etwa zwei Dritteln seines Staatsgebietes und seiner Bevölkerung zustimmen. In der Folgezeit entstand in Ungarn eine revisionistische Bewegung, welche die Wiederherstellung des früheren Staatsumfangs anstrebte.

### Rumänien
Rumänien hatte seine noch aus dem Ersten Weltkrieg stammenden Kriegsziele erreicht. Es hatte nicht nur die 1916 im Vertrag von Bukarest versprochenen österreichisch-ungarischen Territorien gewonnen, sondern mit Bessarabien auch eine Region, die seinem früheren Alliierten Russland gehört hatte. Damit waren 1920 alle mehrheitlich rumänisch besiedelten Gebiete Teil von Großrumänien geworden. Allerdings lebten nun auch große ethnische Minderheiten im zuvor homogenen Nationalstaat. Die größte waren dabei mit Abstand die Ungarn, welche im Szeklerland und einigen Grenzgebieten die Mehrheit der Bevölkerung stellten. Der Vertrag von Trianon verdoppelte das Territorium Rumäniens und vergrößerte seine Bevölkerung von 7,2 auf 18 Millionen, den Anteil der Minderheiten an der Gesamtbevölkerung von 8 auf 30 Prozent.
Außenpolitisch befand sich Rumänien nach 1920 in einer prekären Situation, da sich an drei Fronten revisionistische Nachbarn befanden. Neben Russland und Ungarn hatten sich die Rumänen auch Bulgarien zum Feind gemacht, als sie nach dem Zweiten Balkankrieg von 1913 die südliche Dobrudscha annektiert hatten und auch nach dem Ersten Weltkrieg auf deren Besitz bestanden. Nachdem sich die innen- und außenpolitische Situation Rumäniens in den 1930ern verschlechtert hatte, musste es zwischen 1940 und 1948 einen Teil seiner Erwerbungen wieder aufgeben. Dauerhaft verlor es dabei Bessarabien, die nördliche Bukowina und die südliche Dobrudscha. Ungarn bekam aufgrund des Zweiten Wiener Schiedsspruchs in diesem Zeitraum das nördliche Siebenbürgen übergangsweise zurück, verlor dieses aber nach dem Zweiten Weltkrieg wieder an Rumänien.